# 余丁乡
余丁乡，是中华人民共和国宁夏回族自治区中卫市中宁县下辖的一个乡镇级行政单位。

## 行政区划
余丁乡下辖以下地区：
永兴村、黄羊村、余丁村、金沙村、石空村和时庄村。